# Maru Botana
María José González Botana  (Buenos Aires, 17 de agosto de 1968) conocida como Maru Botana, es una cocinera y conductora argentina.

## Vida personal
Es hija de Carlos Enrique González Botana y Susana Luisa Ruiz. Estudió administración de empresas en la Universidad de Belgrano. 
Está casada desde 1997 con el ingeniero agrónomo Bernardo Solá, con quien tuvo ocho hijos: Agustín (1999), Lucía (2001), Matías (2003), Sofía (2005), Santiago (2007), Facundo (marzo-septiembre de 2008), Juan Ignacio (2010) y María Inés (2012).
El 21 de septiembre de 2008, sufrió la pérdida de su hijo menor Facundo (nacido en marzo), por síndrome de muerte súbita del lactante. Debido a esto, su programa Sabor a mí, dejó de salir durante un mes. El 17 de octubre, Botana reapareció en su programa por 15 minutos para hablar de lo sucedido. El 20 de octubre el programa regresó como antes.

## Carrera televisiva
Comenzó en la señal de cable Utilísima con un programa de repostería llamado Todo dulce. Más tarde, en el 2000, pasó al canal de aire Telefe, donde condujo el programa de cocina Sabor a mí de lunes a viernes a las 11:30, donde sus recetas eran caseras y abundantes ya que al finalizar el programa, se invitaba a toda la producción a degustarlas. Debido al éxito del primer año, el programa continuó otras seis temporadas.
Más tarde, Telefe la llamó para hacer un nuevo programa llamado Maru a la Tarde, de dos horas de duración en vivo, que combinaba cocina con juegos, invitados y humor. La acompañaba en la coconducción Mariano Peluffo, mientras que Mariana Briski se encargaba del humor interpretando su personaje de Teresita Lankaster.
Botana comenzó a hacerse famosa por "andar en patines" por el estudio y nunca terminar de decir las recetas que cocinaba ya que siempre se ponía a contar anécdotas y reírse, al punto en que su programa era más popular por su comicidad que por la cocina. 
Al año siguiente, en 2002 Maru vuelve nuevamente con su programa de entretenimientos de la tarde en una nueva temporada pero con más notas de actualidad y más humor. También ese año hace Sabor a mí los domingos al mediodía., y durante 2003 y 2004 continua el programa aunque de lunes a viernes a las 11 de la mañana. Esta, además de la cocina presentaba juegos, invitados y muñecos que hablaban con Maru para también captar público infantil.
A fines de 2002 termina su programa Maru a la tarde luego de dos temporadas de éxito. En 2004 además de su programa de cocina hace Planeta Disney los domingos a la noche en Telefe, un show que presentaba en cada emisión una película, el backstage de varios rodajes, las perlitas de diferentes animaciones y todo lo relacionado al mundo de Disney.
En 2005 se mantiene alejada de la televisión. En el año 2006 vuelve con un nuevo programa de cocina llamado Cocina rodante pero debido a los tantos cambios de horarios de fin de semana, el programa no cumple con las expectativas y es levantado del aire.
En las vacaciones de invierno de 2007 Botana protagoniza una obra de teatro para chicos: Jay Jay, el avioncito, basado en el programa estadounidense homónimo.
En 2008, vuelve con su programa de cocina Sabor a mí en su quinta temporada, finalizando el 31 de diciembre de 2008, de lunes a viernes, nuevamente en su horario original de las 11:30, con la coconducción de Diego Pérez. El 31 de marzo de 2009 vuelve con la sexta temporada del programa. En mayo de 2010 regresa nuevamente con su clásico programa de cocina en su séptima temporada el cual finaliza con buena audiencia y liderando la franja horaria a fines de año.
En 2011 Maru vuelve después de mucho tiempo a la televisión por cable, tras recibir la oferta del canal de televisión Elgourmet.com para conducir un programa de especiales navideños, de estilo reality show desde su propia casa, para cocinar junto a sus hijos. El programa se desarrolla en la propia cocina de su propio hogar y se la ve junto a sus hijos y la ayuda su empleada doméstica.
En 2013 vuelve nuevamente a la televisión de aire con un programa semanal los días sábados. Por primera vez lejos de Telefe, Maru vuelve al El Trece y conduce un programa de entretenimientos y cocina junto a Sergio Lapegue. El programa no tiene los resultados esperados y tras conflictos entre ella y Lapegüe, el programa es levantado del aire a los tres meses.
En 2017 vuelve a la pantalla de la televisión con el programa Cocinando para vos, en América.

## Otros trabajos
Hizo publicidades para las marcas "La Campagnola", "Ser" y "Vanish".
Tiene tres sucursales de confitería que llevan su nombre, en donde se venden tortas, masas, facturas, etc. También se ofrecen cursos para aprender a cocinar. Dichas sucursales están ubicadas en los barrios de Belgrano y Retiro en Buenos Aires.

## Televisión
| Año       | Título                     | Rol             | Canal               |
| --------- | -------------------------- | --------------- | ------------------- |
| 1998-1999 | Todo dulce                 | Conductora      | Utilísima Satelital |
| 2000      | Sabor a mí                 | Conductora      | Telefé              |
| 2001-2002 | Maru a la tarde            | Conductora      | Telefé              |
| 2002      | Sabor a mí (Domingos)      | Conductora      | Telefé              |
| 2003-2004 | Sabor a mí                 | Conductora      | Telefé              |
| 2004      | Planeta Disney             | Conductora      | Telefé              |
| 2004      | Los Roldán                 | Actriz          | Telefé              |
| 2006      | Cocina rodante             | Conductora      | Telefé              |
| 2008-2010 | Sabor a mí                 | Conductora      | Telefé              |
| 2011      | En casa, con Maru          | Conductora      | El Gourmet          |
| 2009-2012 | Caiga quien caiga          | Ella misma      | Telefe              |
| 2013      | Siempre dulce              | Conductora      | El Gourmet          |
| 2013      | Sábado en casa             | Conductora      | El trece            |
| 2016      | Cocinando con Maru         | Conductora      | El Gourmet          |
| 2017-2018 | Cocinando para vos         | Conductora      | América TV          |
| 2023      | Los 8 escalones del millón | Jurado invitada | El trece            |
| 2024      | Bake Off Famosos Argentina | Jurado          | Telefe              |

## Publicidades
| Año  | Empresa     | Producto     |
| ---- | ----------- | ------------ |
| 2011 | Swift       | Hamburguesas |
| 2014 | Molto       | Salsas       |
| 2017 | Solana Club | Vacaciones   |

## Premios y nominaciones
| Año  | Premio                         | Categoría                       | Programa          | Resultado |
| ---- | ------------------------------ | ------------------------------- | ----------------- | --------- |
| 2002 | Premios Martín Fierro          | Mejor labor conducción femenina | Maru a la tarde   | Nominada  |
| 2002 | Premios Martín Fierro          | Mejor programa de servicios     | Maru a la tarde   | Nominada  |
| 2005 | Premios Martín Fierro          | Mejor programa infantil         | Planeta Disney    | Nominada  |
| 2009 | Premios Martín Fierro          | Mejor labor conducción femenina | Sabor a mí        | Nominada  |
| 2013 | Premios Martín Fierro de Cable | Mejor programa culinario        | En casa, con Maru | Ganadora  |